# Emmanuel Bondeville
Emmanuel Bondeville (Ruan, 29 de octubre de 1898-París, 26 de noviembre de 1987) fue un compositor francés. 

## Biografía
Combatió en la Primera Guerra Mundial. Posteriormente estudió música en su ciudad natal y en París. Fue director de Radio Tour Eiffel y otras emisoras. En 1935 estrenó su primera ópera, L'École des maris, basada en una obra de Molière. Entre 1949 y 1952 fue director del Teatro Nacional de la Opéra-Comique y, entre 1952 y 1969, de la Ópera de París. Su mayor éxito fue Madame Bovary (1951), basada en la obra de Gustave Flaubert. Posteriormente fue autor de Antoine et Cléopâtre (Antonio y Cleopatra, 1974), basada en la obra de William Shakespeare.
Fue Comendador de la Legión de Honor, Cruz de guerra (1914-1918), Gran Oficial de la Orden Nacional del Mérito y comendador de las Artes y las Letras.